# Sheffield Wednesday Football Club
El Sheffield Wednesday Football Club es un club de fútbol con sede en Sheffield (Inglaterra) Reino Unido. Hasta 1929 su nombre era The Wednesday Football Club.
Fundado en 1867 como sección de un equipo de críquet, se trata del cuarto club de fútbol profesional más antiguo de Inglaterra, por detrás del Notts County, del Stoke City y del Nottingham Forest. Fue uno de los fundadores y primer campeón de la Football Alliance en 1899, integrada en la English Football League tres años después, y en la temporada 1992-93 participó en la primera edición de la Premier League.
A lo largo de su historia el equipo ha ganado cuatro títulos de Liga, tres FA Cup, una Copa de la Liga y dos Community Shields. En 1991 se convirtió en el primer —y hasta la fecha, único— equipo de Inglaterra que ha vencido una competición oficial cuando estaba en una categoría inferior: la Copa de la Liga frente al Manchester United. El Wednesday mantiene una intensa rivalidad con el otro club representativo de la ciudad, el Sheffield United.

## Historia

### Orígenes y fundación

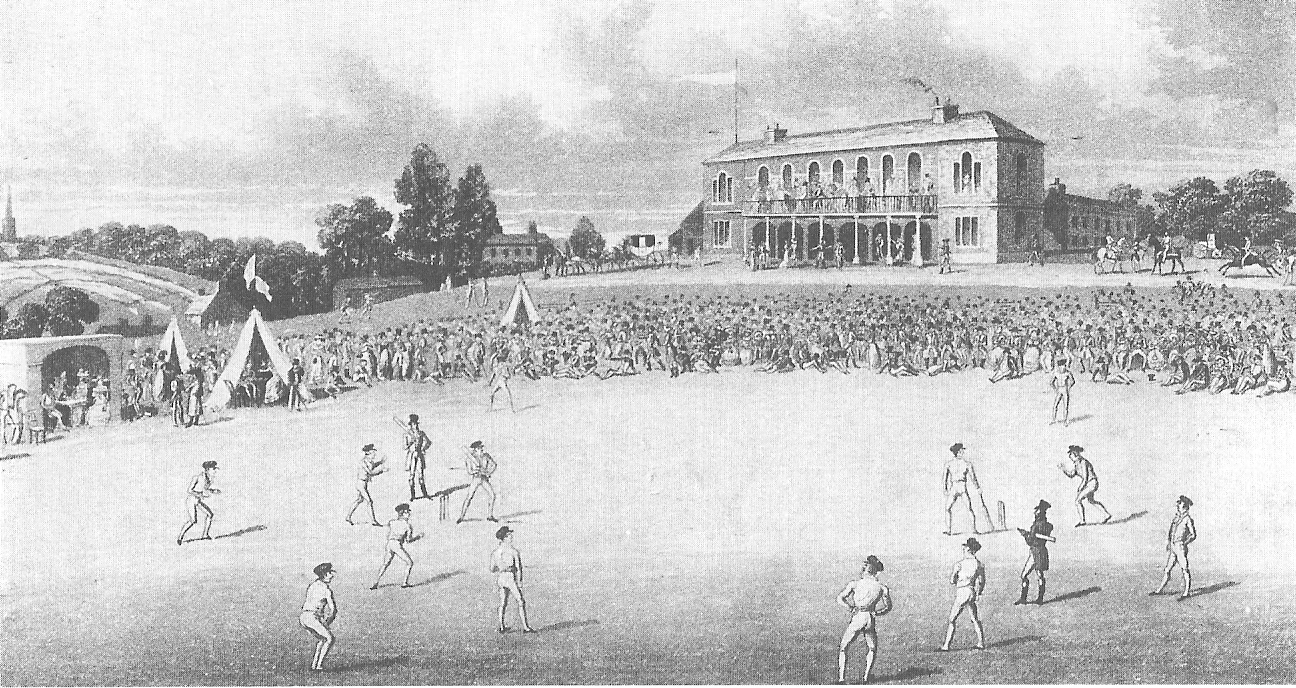
Partido de críquet del Wednesday Cricket Club en el estadio de Darnall (1821). Los jugadores de esta entidad fundaron la sección de fútbol.

Los orígenes de la entidad se remontan a un equipo de críquet, The Wednesday Cricket Club, que había sido fundado en 1820. Cuatro décadas después, el 4 de septiembre de 1867, los miembros de esta institución organizaron un club de fútbol que les permitiría seguir practicando deporte en los meses de invierno. Ambas secciones se mantuvieron bajo la misma tutela hasta que en 1882 se separaron por disputas económicas; el club de críquet desapareció en 1925 y el de fútbol heredó el nombre, que hace alusión al único día libre que los fundadores tenían para jugar: los miércoles.
El primer torneo oficial que disputó fue la Copa Cromwell de 1868, el segundo más antiguo bajo las reglas de Sheffield. El Wednesday se alzó con el título tras vencer al Garrick Football Club por 1:0 en Bramall Lane.
En los inicios coincidieron dos figuras importantes para el desarrollo de este deporte. Por un lado está Charles Clegg, uno de los futbolistas que disputó el primer partido internacional oficial entre Escocia e Inglaterra en 1872; después de triunfar como jugador en torneos locales, se quedó al frente de la dirección y años más tarde asumió la presidencia de la Asociación de Fútbol de Inglaterra. Por otro lado, el equipo asegura haber contratado al considerado primer futbolista profesional de la historia, el escocés Jimmy Lang, quien había llegado en 1876 pese a que la federación inglesa no permitía el pago de salarios.

### Etapa profesional
En la temporada 1880-81 debutó en la FA Cup, y en 1887 hubo dos hechos importantes en su historia: la adopción del profesionalismo y la construcción del nuevo estadio de Olive Grove.
The Wednesday fue uno de los doce fundadores de la Football Alliance, que había sido creada en 1889 con la intención de convertirse en la máxima división inglesa. Además de alzarse con el título de liga inaugural, llegó a la final de la FA Cup que perdió frente al Blackburn Rovers. La Football Alliance solo duró tres temporadas hasta su absorción en la Football League, en la que debutaron en 1892-93. Después de años sin triunfos reseñables, la entidad dirigida por Arthur Dickinson venció la FA Cup de 1896 frente al Wolverhampton Wanderers por 2:1, sendos goles de su estrella Fred Spiksley.
A finales del siglo XIX tuvo que abandonar el estadio de Olive Grove, pero en poco tiempo completó la compra de unos terrenos en Owlerton, al noroeste de la ciudad, para construir el actual estadio Hillsborough que fue inaugurado el 2 de septiembre de 1899.
La década de 1900 fue una de las más exitosas de su historia, con la conquista de dos ligas consecutivas (1902-03 y 1903-04) y la FA Cup de 1907 frente al Everton. Tras el parón de la Primera Guerra Mundial sus resultados empeoraron de forma notable, y se produjo un primer descenso en 1920 del que no lograron reponerse hasta seis años después.
Ya bajo el nombre de Sheffield Wednesday, volvió a dominar la liga con dos campeonatos más (1928-29 y 1929-30), sin bajar del tercer puesto de la clasificación hasta 1933. El broche de esa nueva época dorada fue la obtención de la tercera FA Cup en 1935, por 4:2 frente al West Bromwich Albion, con dos goles de Ellis Rimmer en los últimos minutos.
Con un nuevo descenso en 1937, el club tuvo que cesar su actividad durante la Segunda Guerra Mundial y no levantó cabeza hasta comienzos de los años 1950, convirtiéndose en un «equipo ascensor» que alternaba la máxima categoría con la segunda división.
En la década de 1960 experimentó una mejoría: al final de la temporada 1960-61 logró el subcampeonato de liga por detrás del Tottenham Hotspur, que a su vez le permitiría debutar en competición europea con la Copa de Ferias 1961-62. La otra gesta fue llegar a la final de la FA Cup en 1966, en la que cayó derrotado ante el Everton.
Después de bajar otra vez a segunda división en la temporada 1970-71, la entidad no supo reponerse y encadenó otro descenso a la tercera categoría en 1975. La llegada de Jack Charlton al banquillo sirvió para revertir la mala racha, con el retorno a la división de plata en 1980, y su sucesor Howard Wilkinson devolvió a los «búhos» a la máxima competición en 1984, después de catorce años de ausencia. Se mantuvieron en la élite hasta el curso 1989-90.
El equipo se vio marcado en 1989 por la «tragedia de Hillsborough», en la que 96 espectadores fallecieron por una avalancha humana durante la semifinal de la Copa de la Liga entre el Liverpool y el Nottingham Forest. En la investigación se cuestionó la labor del Sheffield Wednesday como responsable del estadio, pues ocho años antes hubo una avalancha similar en la que no se tomaron medidas. Hillsborough fue remodelado por completo para eliminar las localidades de pie y las vallas de seguridad alambradas.

### Premier League

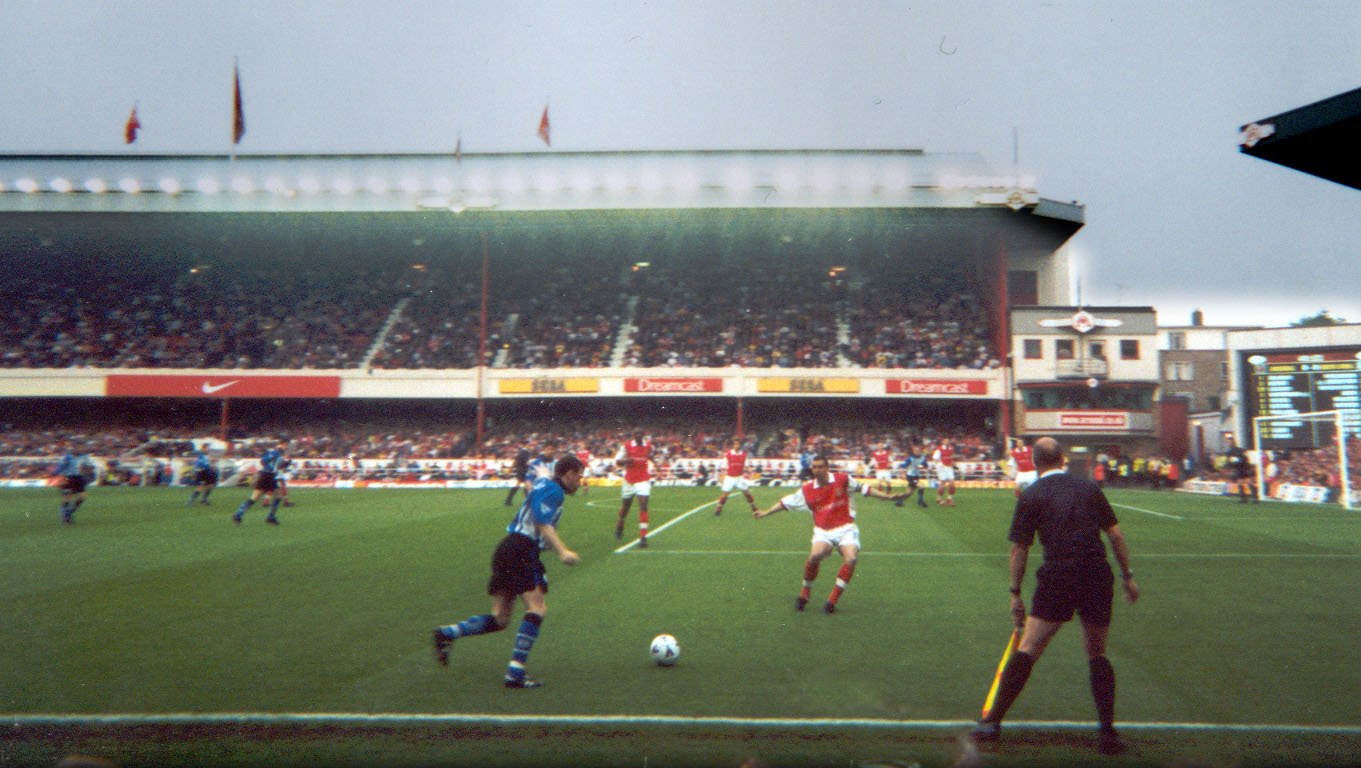
Partido entre Sheffield Wednesday y Arsenal F.C. en el estadio de Highbury (2000)

Bajo las órdenes de Ron Atkinson, el Sheffield Wednesday se proclamó campeón de la Copa de la Liga de 1991, luego de vencer en la final al Manchester United con un único gol de John Sheridan. Los «búhos» rompían así una racha de 56 años sin ganar un título oficial, y ese mismo curso obtendrían el ascenso a la máxima categoría.
Ya de nuevo en la élite, el Sheffield Wednesday terminó la temporada 1991-92 en tercera posición y fue uno de los fundadores de la Premier League en 1992. Permanecería en la máxima categoría inglesa durante las siguientes ocho campañas.
La temporada 1992-93 fue una de las más recordadas en la historia del equipo, que terminó la liga en séptima posición y llegó a las finales de la FA Cup y la Copa de la Liga, si bien perdió ambas frente al Arsenal. Su estrella Chris Waddle obtuvo el «premio FWA al futbolista del año» por votación de los periodistas, y la dupla formada por David Hirst y Mark Bright se convirtió en una de las más prolíficas del campeonato. Aquel equipo, que en posteriores ediciones se mantendría en mitad de la clasificación, contaría además con figuras internacionales como Chris Woods, Roland Nilsson, Carlton Palmer, Nigel Worthington y Trevor Francis.
A comienzos del curso 1996-97, bajo las órdenes de David Pleat, tuvo un esperanzador comienzo que le alzó al liderato en las primeras jornadas. Sin embargo, no supo mantenerlo y terminó en séptimo lugar. Cuando el equipo tuvo que llevar a cabo el relevo generacional, empeoró los resultados sin que las nuevas contrataciones, entre ellas Paolo Di Canio y Benito Carbone, pudieran remontar la situación. Finalmente el Wednesday descendió en la campaña 1999-2000 tras finalizar en penúltima posición.

### Situación actual
Los elevados gastos asumidos durante la estancia en la Premier League hundieron la economía de la entidad. En el plano deportivo llegó incluso a ver agravada su situación con un descenso a la League One.
En noviembre de 2010, cuando estaba al borde de la suspensión de pagos, el club fue adquirido por el empresario serbio Milan Mandarić, expropietario del Leicester City, por el precio simbólico de una libra. El nuevo mandatario centró esfuerzos en rebajar la deuda y en lograr el ascenso a la Championship, objetivo conseguido en la temporada 2011-12. La etapa Mandarić se cerró en 2015 con la venta del club al empresario tailandés Dejphon Chansiri por 37 millones de libras, con las cuentas ya saneadas.
El objetivo del actual propietario es conseguir que el Sheffield Wednesday regrese a la Premier League. Y aunque aún no lo ha logrado, estuvo cerca de ello en las temporadas 2015-16 y 2016-17 bajo la dirección del técnico portugués Carlos Carvalhal.

## Símbolos

### Indumentaria
Sheffield Wednesday ha jugado siempre con equipaciones de color blanco y azul marino, tradicionalmente a rayas verticales.
La primera equipación consta de una camiseta blanca y azul con rayas verticales, un pantalón negro y medias negras. En las crónicas más cercanas a la fecha de fundación se detallan unas equipaciones blanquiazules a rayas horizontales, pero a comienzos de los años 1890 se adoptó el patrón actual. Otra variante fue la camiseta azul con mangas blancas, utilizada entre 1965 y 1973.
| Período   | Proveedor         | Patrocinador Principal |
| --------- | ----------------- | ---------------------- |
| 2022-Act. | Bandera de Italia | Host & Stay            |

### Mascota

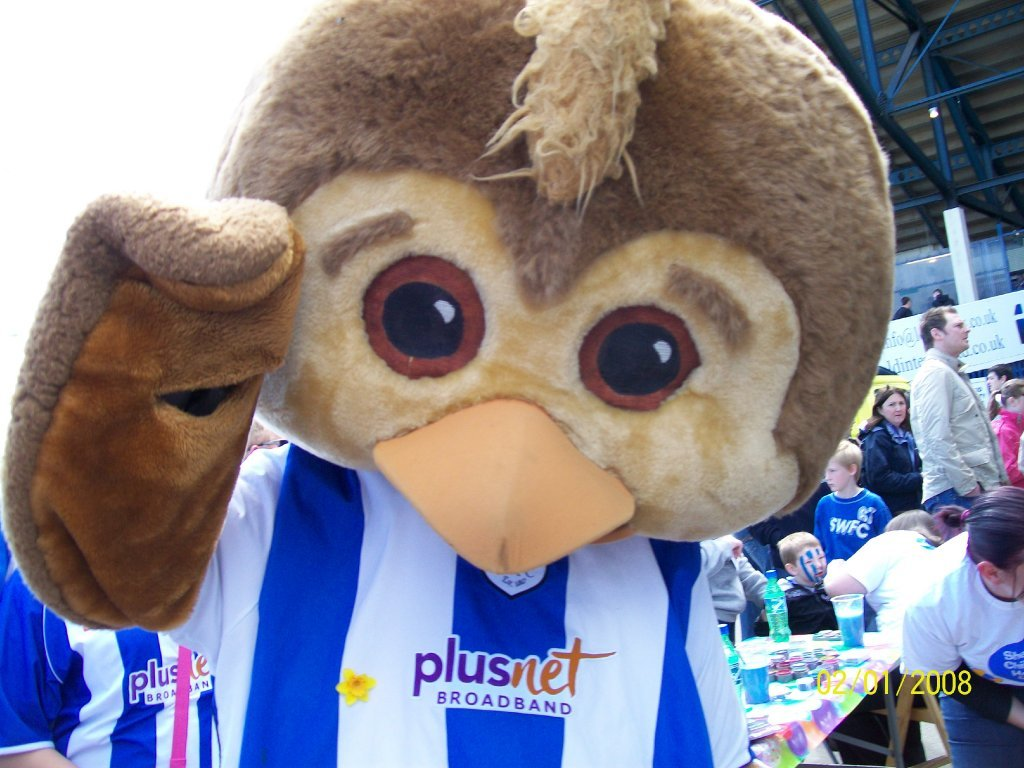
Ozzie the Owl, mascota del Sheffield Wednesday.

La mascota de esta entidad deportiva de Sheffield es Ozzie the Owl, un búho antropomórfico que viste el uniforme blanquiazul de The Owls.

### Escudo
El Sheffield Wednesday se ha ganado el apodo de «búhos» (en inglés, owls) desde su traslado en 1899 al barrio de Owlerton, donde está situado el estadio de Hillsborough.
El escudo que el equipo utiliza desde 2016 es una variante del original introducido en 1956; consta de un búho blanco en la parte central sobre un fondo azul, con las siglas del equipo en la parte superior y la Rosa Blanca de York en la inferior. Debajo puede leerse la inscripción en latín «consilio et animis», que en español significa «sabiduría y valor».
Entre 1973 y 1995 se utilizó un escudo de diseño minimalista, creado por el estudiante de arte Robert Walker, que representaba un búho con sencillas formas geométricas. A pesar de que el club quiso cambiarlo a mediados de los años 1990 para adoptar una variante del escudo tradicional, en 1999 volvió a recuperarse con las siglas del equipo y el año de fundación.

## Estadio
El estadio donde el Sheffield Wednesday disputa sus partidos es el Estadio Hillsborough, situado en el barrio de Owlerton al noroeste de Sheffield. Su aforo es de 39.732 localidades.
Originalmente llamado Owlerton Stadium, fue inaugurado el 2 de septiembre de 1899 y se construyó sobre unos terrenos cedidos por el empresario metalúrgico James Willis Dixon. En un primer momento contó con 5000 localidades, entre ellas una grada trasladada del campo anterior. A lo largo de su historia ha sido ampliado en numerosas ocasiones; en 1914 se construyeron nuevas gradas, además de adoptar la denominación actual, y en 1961 fue reformado casi por completo para albergar partidos de la Copa Mundial de Fútbol de 1966.
En este escenario tuvo lugar uno de los episodios más lamentables del fútbol británico, la «Tragedia de Hillsborough» del 15 de abril de 1989, en la que 96 espectadores fallecieron por una avalancha humana durante la semifinal de la Copa de la Liga entre el Liverpool y el Nottingham Forest. La primera investigación oficial señaló la responsabilidad del Sheffield Wednesday como gerente del estadio, pues no hizo reformas en el campo a pesar de que hubo una avalancha similar en un encuentro de la FA Cup de 1981. Sin embargo, en 2012 se determinó que la policía británica era responsable principal porque no había velado correctamente por la seguridad de los aficionados, pues había permitido la entrada de seguidores en una grada que ya estaba llena.
En cumplimiento de las recomendaciones del Informe Taylor, Hillsborough vio reducido su aforo a 39.000 localidades de asiento desde 1991. Todas las localidades de pie y las vallas de seguridad alambradas fueron suprimidas. Además, el club ha erigido un memorial en el exterior del recinto para recordar a las 96 víctimas de la tragedia. El remodelado campo fue elegido sede de la Eurocopa 1996.
En la década de 2010, el club ha planeado la ampliación del estadio hasta las 44.825 localidades. Entre otras mejoras se ha instalado césped híbrido, se han mejorado los sistemas de drenaje y se ha instalado un nuevo videomarcador.
Anteriormente a Hillsborough, el Sheffield Wednesday disputaba sus encuentros en Olive Grove (1870-1889) y en otros estadios locales que no eran de su propiedad.

## Palmarés

### Torneos nacionales (10)
| Competiciones nacionales               | Títulos                                      | Subcampeonatos             |
| -------------------------------------- | -------------------------------------------- | -------------------------- |
| Primera División (4/1)                 | 1902-03, 1903-04, 1928-29, 1929-30.          | 1960-61.                   |
| FA Cup (3/3)                           | 1895-96, 1906-07, 1934-35.                   | 1889-90, 1965-66, 1992-93. |
| Copa de la Liga (1/1)                  | 1990-91.                                     | 1992-93.                   |
| Community Shield (1/1)                 | 1935.                                        | 1930.                      |
| Sheriff of London Charity Shield (1/0) | 1905.                                        |                            |
|                                        |                                              |                            |
| Segunda División (5/2)                 | 1899-00, 1925-26, 1951-52, 1955-56, 1958-59. | 1949-50, 1983-84.          |
| Tercera División (0/1)                 |                                              | 2011-12.                   |

| Sheffield Wednesday F.C.                                                      | 4 | 3 | 1 | 1 |  |  |  |  |  |  | 9 |
| Datos actualizados a la consecución del último título el 21 de abril de 1991. |   |   |   |   |  |  |  |  |  |  |   |

### Trayectoria histórica
Indicadas las categorías en los siguientes colores:
■ 1.er nivel
■ 2.º nivel
■ 3.er nivel
■ 4.º nivel
Notas: (Estructura piramidal de ligas en Inglaterra)
- De la temporada 1915-16 a la temporada 1918-19 no fueron disputadas debido a la Primera Guerra Mundial.
- De la temporada 1940-41 a la temporada 1945-46 no fueron disputadas debido a la Segunda Guerra Mundial.
- La Premier League comenzó en la temporada 1992-93.

## Participación en competiciones de laUEFA
| Temporada | Competición     | Ronda | Rival               | Local | Visitante | Global    |  |
| --------- | --------------- | --- | ------------------- | ----- | --------- | --------- |  |
| 1961-62   | Copa de Ferias  | 1/32 | Olympique de Lyon   | 5-2   | 2-4       | 7-6       |  |
| 1961-62   | Copa de Ferias  | 1/16 | A.S. Roma           | 4-0   | 0-1       | 4-1       |  |
| 1961-62   | Copa de Ferias  | 1/8 | F. C. Barcelona     | 3-2   | 0-2       | 3-4       |  |
| 1963-64   | Copa de Ferias  | 1/32 | DOS Utrecht         | 4-2   | 4-1       | 8-2       |  |
| 1963-64   | Copa de Ferias  | 1/16 | F.C. Colonia        | 1-2   | 2-3       | 3-5       |  |
| 1986-87   | Copa de la UEFA | 5.º en First Division 1985-86. Los clubes ingleses fueron expulsados 5 años de las competiciones europeas por la Tragedia de Heysel   |                     |       |           |           |  |
| 1991-92   | Copa de la UEFA | Campeón Copa de la liga 1990-91. Los clubes ingleses fueron expulsados 5 años de las competiciones europeas por la Tragedia de Heysel |                     |       |           |           |  |
| 1992-93   | Copa de la UEFA | 1/32 | CA Spora Luxembourg | 8-1   | 2-1       | 10-2      |  |
| 1992-93   | Copa de la UEFA | 1/16 | F.C. Kaiserslautern | 2-2   | 1-3       | 3-5       |  |
| 1995      | Copa Intertoto  | Fase de grupos | F. C. Basilea       |       | 0-1       | 2.º lugar |  |
| 1995      | Copa Intertoto  | Fase de grupos | Górnik Zabrze       | 3-2   |           | 2.º lugar |  |
| 1995      | Copa Intertoto  | Fase de grupos | Karlsruher S.C.     |       | 1-1       | 2.º lugar |  |
| 1995      | Copa Intertoto  | Fase de grupos | Aarhus G.F.         | 3-1   |           | 2.º lugar |  |

## Rivalidades

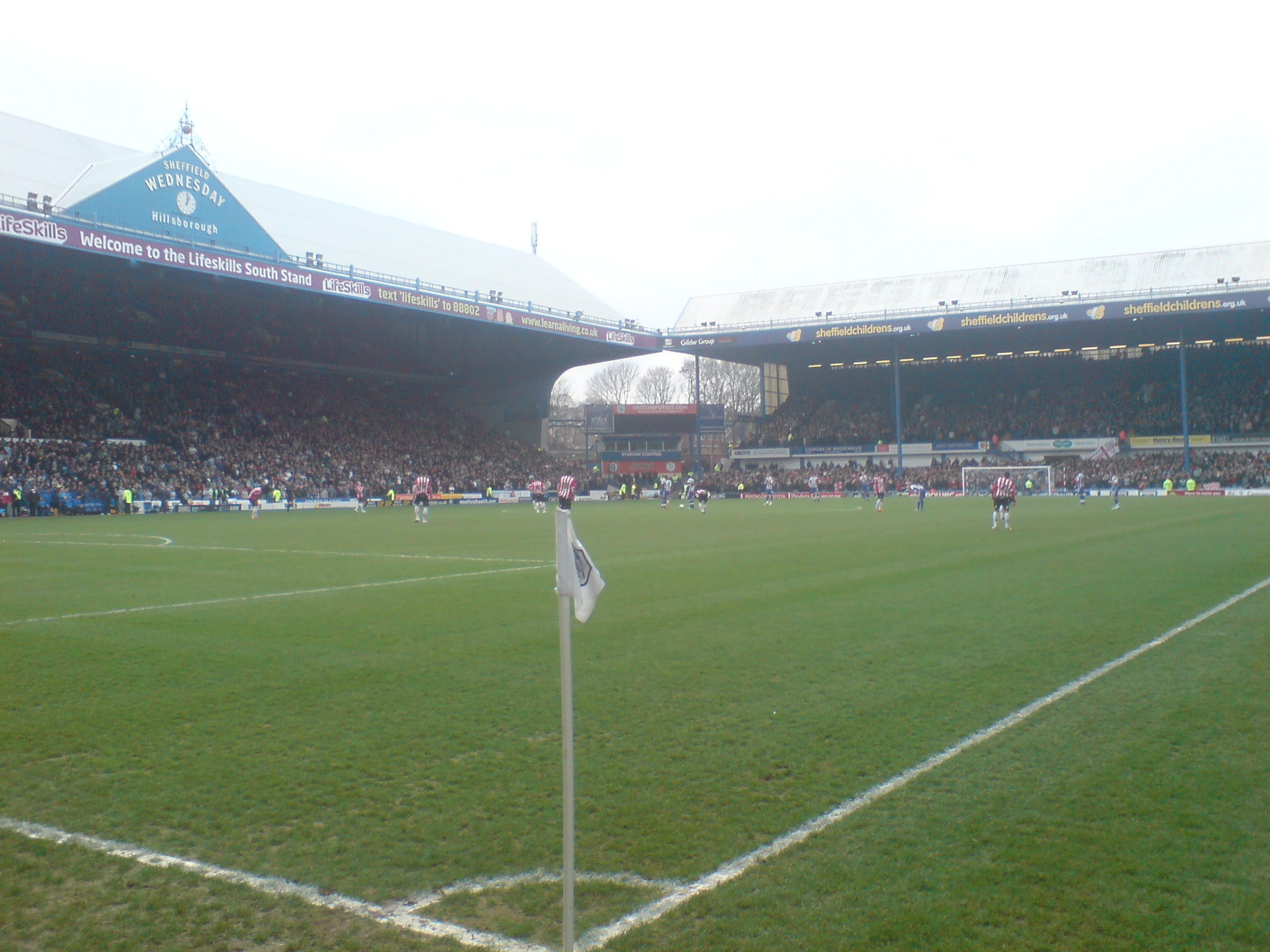
Campo del Sheffield Wednesday Football Club en 2012

En el plano deportivo el Sheffield Wednesday tiene su mayor rival en el Sheffield United, el otro club representativo de la ciudad. Ambas entidades fueron creadas en el siglo XIX, comparten su origen en clubes de críquet, y se da la circunstancia de que Charles Clegg, exjugador y presidente del Wednesday, fue también el fundador del United. Disputan el «derbi del acero», llamado así en honor a la tradición acerera de Sheffield.
Dado que Sheffield fue una de las ciudades pioneras en la historia del fútbol, la rivalidad entre Wednesday y United es también una de las más antiguas del deporte británico. La mayoría de los encuentros se han dado cuando ambos clubes coincidían en categorías inferiores, generalmente Championship (segunda categoría) o League One (tercera categoría). La única vez que han coincidido en la Premier League ha sido en las dos primeras temporadas (1992-93 y 1993-94). A día de hoy compiten en la misma categoría.
Además, mantiene rivalidad deportiva con otros clubes de Yorkshire como el Barnsley, Leeds United, Huddersfield Town, Rotherham United, Chesterfield y Doncaster Rovers.